# The Expanse (tv-serie)
The Expanse er en amerikansk science-fiction TV-serie, udviklet af Mark Fergus og Hawk Ostby, baseret på The Expanse-romanserien af James S.A. Corey. Serien foregår i en fremtid, hvor menneskeheden har koloniseret Solsystemet. Serien følger Undersecretary for FN’s udøvende administration Chrisjen Avasarala (Shohreh Aghdashloo), politidetektiv Josephus Miller (Thomas Jane), skipskaptajn Jim Holden (Steven Strait) og hans besætning, i takt med at de afdækker en konspiration, der truer freden i Solsystemet og menneskehedens overlevelse.
Serien blev vel modtaget af kritikere, som fremhævede seriens billedside, karakterudvikling og det politiske narrativ. Serien modtog en Hugo Award for Bedste Dramatiske Præsentation samt tre Saturn Award nomineringer for Bedste Science-Fiction TV-serie. Alcon Entertainment producerer og finansierer  serien. Tre sæsoner er blevet solgt til TV-kanalen SyFy, som stoppede serien på deres kanal i maj 2018; Amazon Videos fornyede senere på måneden serien for en fjerde sæson.

## Plot
Hundredevis af år i fremtiden, i et koloniseret Solsystem, bliver politidetektiv Josephus Miller (født på Ceres i asteroidebæltet) sat til at eftersøge en forsvunden ung kvinde, Juliette "Julie" Andromeda Mao (Florence Faivre). James Holden, overstyrmand på Canterbury, et fragtskib, der bryder og fragter is fra asteroider fra Bæltet, bliver involveret i hændelse, der truer med at destabilisere den ustabile fred der hersker mellem Jorden, Mars og Bæltet. På Jorden arbejder Chrisjen Avasarala, undersekretær i FN, på at forhindre krig mellem Jorden og Mars med alle nødvendige midler. De tre (Miller, Holden og Avasarala) opdager dog en dyster sammenhæng mellem den unge kvindes forsvinden, hændelsen ved Canterbury og en konspiration, der truer hele menneskeheden.
| Fjernsyn | Spire Denne artikel om et tv-program er en spire som bør udbygges. Du er velkommen til at hjælpe Wikipedia ved at udvide den. |